# Lebia scapularis
Lebia scapularis é uma espécie de insetos coleópteros pertencente à família Carabidae.
A autoridade científica da espécie é Geoffroy in Fourcroy, tendo sido descrita no ano de 1785.
Trata-se de uma espécie presente no território português.